# Thea Garrett
Thea Garrett (Tarxien, 1992) is een Maltese zangeres.

## Biografie
Thea Garrett verkreeg vooral bekendheid door namens Malta deel te nemen aan het Eurovisiesongfestival 2010 in de Noorse hoofdstad Oslo. Dit deed zij met haar Engelstalige nummer My dream. Haar deelname werd echter geen succes: ze eindigde op de twaalfde plaats in de 1e halve finale, en kwalificeerde zich daarmee niet voor de finale.

## Singles
- My tomorrow (2009)
- My dream (Maltese inzending voor het Eurovisiesongfestival 2010)
- Front line (2011)
- In our love (met Marcin Mrozinski) (2011)
- Walk on by (2011)